# ويليام هنري شاندلير (كيميائي)
ويليام هنري شاندلير (بالإنجليزية: William Henry Chandler)‏ هو كيميائي أمريكي، ولد في 13 ديسمبر 1841 في نيو بدفورد في الولايات المتحدة، وتوفي في 23 نوفمبر 1906 في بيت لحم في الولايات المتحدة.